# Claude Buckenham
Claude Percival Buckenham (Londra, 16 gennaio 1876 – Dundee, 23 febbraio 1937) è stato un crickettista e calciatore inglese.
Partecipò ai Giochi olimpici di Parigi 1900, con l'Upton Park, nel torneo calcistico, riuscendo a vincere la medaglia d'oro.
Nonostante la vittoria olimpica, Buckenham è conosciuto principalmente come crickettista. Giocò, infatti, per l'Essex e per la Inghilterra, con la quale disputò un tour in Sudafrica tra il 1909 e il 1910. Lasciò il cricket nel 1914 per arruolarsi in guerra. Dopo il conflitto fu allenatore di cricket nella Repton School.